# Padri cappadoci
I padri cappadoci sono un gruppo di tre filosofi cristiani del IV secolo, di lingua greca e provenienti dalla Cappadocia: Basilio di Cesarea, Gregorio di Nissa e Gregorio di Nazianzo.
Sono anche detti "luminari di Cappadocia".

## Informazioni biografiche
Basilio e Gregorio erano fratelli, figli di Basilio ed Emmelia; altri fratelli furono Naucrazio, Macrina la Giovane e Pietro. Tutti questi abbracciarono la vita religiosa: un ruolo importante fu svolto dalla nonna paterna Macrina l'Anziana, che li appoggiò nello studio e nella meditazione e convertì la casa in una comunità monastica.
Alla comunità in seguito si aggiunse anche Gregorio di Nazianzo, amico di Basilio e Gregorio.

## Teologia
Il pensiero dei tre padri cappadoci mirava a dimostrare che i cristiani erano in grado di sottoporsi a delle conversazioni sulla loro fede con gli intellettuali di lingua greca e che il Cristianesimo era una dottrina non contraria alla filosofia, ma che anzi portava alla conoscenza, alla fede e ad un nuovo stile di vita rappresentato anche dal monachesimo. I loro maggiori contributi furono dedicati alla definizione della Trinità finalizzati al Primo Concilio di Costantinopoli tenutosi il 381 e per la versione definitiva del credo niceno che fu formulato lì.
Dopo il Primo Concilio di Nicea, l'Arianesimo non scomparve. I semi-ariani insegnavano che il Figlio fosse della stessa sostanza del Padre (homoousios) contro gli Ariani eterodossi che insegnavano che il Figlio fosse di una sostanza simile al Padre (homoiousios).
I Cappadoci tentarono di riavvicinare i semi-ariani alla causa ortodossa. Nei loro scritti essi fecero un uso intensivo della formula "tre persone (ipostasi) in una sostanza (ousia)" e quindi implicitamente ammettendo una distinzione tra Padre e Figlio, ma allo stesso tempo insistendo sulla loro essenziale unità.